# Памятный знак на месте концлагеря «Яцево»
Памятный знак на месте концлагеря «Яцево» или Памятный знак жертвам фашизма — памятник истории местного значения в Чернигове.

## История
Решением исполкома Черниговского областного совета народных депутатов трудящихся от 17.11.1980 № 551 памятному знаку присвоен статус памятник истории местного значения с охранным № 35 под названием Памятный знак на месте, где погибли советские военнопленные в фашистском концлагеря «Яцево». Памятный знак имеет собственную «охранную зону», согласно правилам застройки и использования территории. 
Приказом Департамента культуры и туризма, национальностей и религий Черниговской областной государственной администрации от 07.06.2019 № 223 для памятника истории используется новое название — Памятный знак на месте концлагеря «Яцево».

## Описание
Памятный знак расположен в бывшем селе Бобровица — на территории предприятия «Сиверянка» (улица Малиновского, 36).
Во время Великой Отечественной войны: в 1942-1943 годы здесь был расположен концлагерь для советских военнопленных. В феврале 1943 году подпольный комитет заключённых организовал восстание: несколько сотен смогли бежать. Немецко-фашистские захватчики расправились с восставшими — 300 человек расстреляли, сотни были сожжены заживо. При подозрении в помощи бежавшим оккупанты уничтожали жителей ближайших сёл и их дома: в Яцево расстреляли 236 человек, в Бобровице — 418. Всего за годы оккупации в концлагере замучено около 3 тысяч советских граждан.
После освобождения Чернигова от немецко-фашистских захватчиков на месте концлагеря была установлена скульптура воина-освободителя. В 1973 году была установлена стела, а останки погибших заключённых перенесены в урочище Кривуловщина.  